# Langt fra Las Vegas-afsnit
Denne artikel indeholder en liste over de afsnit der er blevet vist af TV2s danske sitcom, Langt fra Las Vegas, der blev skabt af Casper Christensen og Frank Hvam. Serien blev sendt første gang på TV2 Zulu fra 27. februar 2001 til 25. november 2003, og er senere blevet genudsendt op til flere gange. Serien har i alt 53 afsnit, fordelt over 5 sæsoner. Alle fem sæsoner er udsendt på dvd og vhs.
Handlingen foregår på tv-stationen Jump Start og omhandler de ansattes hverdag, hvilket i løbet af serien medfører mange sjove scener. Hovedpersonerne er komikeren Casper Christensen, den kiksede sportskommentatorer Kenny Nickelman (Frank Hvam), den perverse chef Niels Buckingham (Klaus Bondam), arkitekten og senere tv-stationens pressechef Liva Knibbe Eberhardt (Iben Hjejle), sekretæren Lisa (Katja K), journalisten Kim Dorowsky (Sofie Stougaard) og den brystfikserede kameramand Robert Dølhus (Lars Hjortshøj).

## Første sæson
Første sæson af Langt fra Las Vegas blev for første gang sendt 27. februar 2001 til 22. maj 2001. Nogle af skuespillerne fra første sæson blev dog i de næste fjernet, nogle af rollerne omskrevet, og Jumpstart ommøbleret. 
| # | Total | Titel                    | Instruktør           | Forfatter          | Første sendedag  |
| --- | ----- | ------------------------ | -------------------- | ------------------ | ---------------- |
| 1 | 1     | "En Ordentlig Sneppetur" | Jarl Friis-Mikkelsen | Casper Christensen | 27. februar 2001 |
| Casper overvejer stærkt at gå fra sin kæreste Susan. Da Susan dog er kendt for at være en kvinde med et voldsomt temperament, og fordi Kenny Nickelman udøver konstant pres, vælger Casper at bilde redaktionen ind, at han har slået op med hende. Jumpstart søger en ny receptionist og har to inde til audition. Den ene er Bjarke Fify Longwind og den anden Lisa Bremer Harris. Lisa klarer auditionen med glans, men må bringe den sørgelige nyhed, at Caspers kæreste, Susan, har slået op med ham. Casper går i chok og falder over Robert Dølhus. Han får en hjernerystelse og tror, at han befinder sig i 1985. |       |                          |                      |                    |                  |
| 2 | 2     | "Trillekød"              | Jarl Friis-Mikkelsen | Casper Christensen | 6. marts 2001    |
| Casper føler, at han har det meget bedre, men Kenny mener, at han er ved at være gammel og kedelig. Casper virker også ældre: Han bygger modelskibe, ser gamle danske film, spiser Werthers Echte og har et gammelt lommeur og pung. Kim Dorowski får besøg af sin 14-årige niece, Trille, og mener, at Casper er den rette til at vise hende rundt og underholde hende efter hans pludselige psykiske aldersskifte. Casper vender dog tilbage til sig selv, da han ser Trille, og får perverse ideer, der senere skal ryste hele redaktionen. |       |                          |                      |                    |                  |
| 3 | 3     | "Danish Dynamite"        | Jarl Friis-Mikkelsen | Frank Hvam         | 13. marts 2001   |
| Casper har fået en ny kæreste: Birla. Casper er meget interesseret i at komme i seng med Birla. Hun har dog en tendens til at prutte, når hun bliver afslappet. Robert har fundet en gammel fodboldlandsholdstrøje, der har tilhørt spilleren Søren Lerbye, og bliver pludselig meget heldigere, også med kvinder. En japaner vælger at begå seppuku i lokalet nedenunder redaktionen. Redaktionen bliver kort efter (imens japaneren forrådner) invaderet af fluer. Redaktionen vælger at disinficere lokalerne og deres tøj totalt, og her er Robert nødt til at overgive sin lykkelandsholdstrøje. |       |                          |                      |                    |                  |
| 4 | 4     | "Ordnung Muss Sein"      | Jarl Friis-Mikkelsen | Casper Christensen | 20. marts 2001   |
| En kvinde har uheldigvis under et engangsknald bestilt et ton tørret kød hjem til Casper. Casper bliver hurtigt afhængig af kødet og begynder så småt at få skørbug. Casper mener, at han til enhver tid kan score de smukkeste kvinder. Lisa mener dog, at det kun er, fordi han er kendt, og at han burde prøve at score en, der ikke kender til ham. Casper har fået en ny overbo, Anne Joronsen, som ikke kender til Caspers popularitet, og som meget gerne vil til en Eros Ramazzotti-koncert. Heldigvis for Casper har Kim netop modtaget 2 billetter til koncerten. Hun ønsker dog at se mere seriøsitet fra Casper, før hun vil give dem til ham. Redaktionen får samtidig besøg af direktøren. Besøget går dog ikke efter hensigten, og direktøren truer med at lukke stationen. Kenny har dog et filmklip, der vender hele situationen på hovedet. |       |                          |                      |                    |                  |
| 5 | 5     | "Kærlighedspokalen"      | Jarl Friis-Mikkelsen | Frank Hvam         | 27. marts 2001   |
| Kim har fået en ny kæreste: Johannes. Kim er utrolig glad for Johannes, der har givet hende en romersk væse i gave. Det går dog hurtigt op for Casper og Kenny, at Johannes har fået vasen igennem Semen Inc, da han har afleveret 20 prøver. Medarbejderne beslutter dog ikke at fortælle Kim om det. Robert er samtidig blevet utrolig bange for den måske store jordskælvsfare, der venter det indre København. Robert har derfor kontaktet jordskælvsprofessoren Eric Noppenau, der dog viser sig at være homoseksuel og småflirter med Robert, der ikke selv bemærker det. Mændene på redaktionen kommer til at smadre Kims væse, så de vælger at forsøge at skaffe 20 sædprøver, inden Kim vender tilbage til stationen. Det er dog ikke nemt for Casper, Kenny, Wulff og Niels Buckingham, da ingen af dem kan ejakulere i tide. |       |                          |                      |                    |                  |
| 6 | 6     | "Proletarkæden"          | Jarl Friis-Mikkelsen | Casper Christensen | 3. april 2001    |
| Casper har fået en proletarkæde - eller surferkæde, som han selv kalder det. Casper kommer uheldigvis til at gå ud foran en bil, men bliver til sit held reddet af Stanley. Stanley ønsker blot en stor kop kaffe med mælk som tak. Casper bliver dog hurtigt irriteret på Stanley, da han konstant følger efter Casper. Men resten af redaktionen elsker ham, da han giver dem gaver. Redaktionen skal til at holde deres årlige hadefest, men under selve festen kommer Stanleys ægte identitet frem. Stanley er en mestertyv. Gæstemedvirkende: * Stanley – Anders Matthesen * Politi officer – Lasse Eskildsen * Butiksejer – Omar Marzouk * Stig Lise Rittenhouse – Mick Øgendahl |       |                          |                      |                    |                  |
| 7 | 7     | "Sexfreak"               | Jarl Friis-Mikkelsen | Casper Christensen | 10. april 2001   |
| Anne er træt af, at alle mænd ifølge hende kun er ude efter sex. Casper mener, at det er en generalisering, men må dog erkende, at en af hans fantasier involverer en trekant med to kvinder. Anne bliver sur og kalder ham en "sexfreak". Casper og Kim skal til filmprisuddeling i Amsterdam. Casper mener dog kun, at det er film, hvor folk spiller handicappede, der vinder. Casper og Kenny optager dog et filmklip, hvor Casper spiller en svært handicappet person for sjov. Kenny vælger dog i smug at sende klippet til Amsterdam, der dog også bringer en pris hjem til redaktionen. I Amsterdam prøver Kim hash. Hun begynder pludselig at vise en stor interesse for sex. Tilbage i København er Kim på hash igen, og da Anne besøger hans lejlighed, og Kim vil lege læge med hende, mener hun, at det er noget, Casper har sat op, for at se hans fantasi gå i opfyldelse. Anne bliver endnu mere vred på Casper og vælger endnu en gang at kalde ham en "sexfreak". Casper tvinger senere Kim til at give Anne en officiel undskyldning. Gæstemedvirkende: * Zindy Krads – Povl Erik Carstensen * Grønt bud – Anne-Dorte Krog * Lasse Rimmer – Lasse Rimmer |       |                          |                      |                    |                  |
| 8 | 8     | "Se og Hor"              | Jarl Friis-Mikkelsen | Frank Hvam         | 17. april 2001   |
| Kim ønsker et bedre image af redaktionen og forlanger derfor, at hver af de ansatte er nødt til at gøre alt for at give Jumpstart et bedre image. Som et led i planen tvinger hun Casper til at gå på date med Se og Hør-journalisten Liselotte Foss. Samtidig er Casper i gang med en "sandhedsleg" med Anne, hvor de ikke må lyve over for hinanden. Casper har dog i mellemtiden problemer med Se og Hør, der kører et konstant hetz på Casper, og da Casper vælger at inviterer Liselotte hjem på en date i håb om at kunne udnytte situationen til et bedre image, kommer Anne til et pludseligt visit. Casper har gemt Liselotte inde i hans soveværelse og vælger at lyve for Anne ved at sige, at der ingen andre er i lejligheden ud over dem selv, men da Anne bagtaler Liselotte for meget, vælger Liselotte at gå ud fra værelset, hvor hun bagefter forlader lejligheden i vrede og herefter kører et værre og større hetz. Anne er samtidig skuffet over Casper, der brød sandhedsløftet. |       |                          |                      |                    |                  |
| 9 | 9     | "Heidi, Del 1"           | Jarl Friis-Mikkelsen | Casper Christensen | 24. april 2001   |
| Redaktionen kommer hjem fra en skiferie; alle meget fornøjede (dog har Robert faldet og brækket benet). Casper havde på ferien et forhold til et tysk kvinde, Heidi, som vælger at besøge Casper i Danmark. Casper har dog ikke fortalt om Heidi til Anne, som igen må se sig skuffet over Caspers opførsel. Vinduerne på Jumpstart er ødelagte, og tømreren Thor Fintasdottir, "de kendtes tømrer", der skulle have ordnet det, arbejder i et så langsomt tempo, at Casper begynder at blive træt af ham. Mens redaktionen var på skiferie, har en superhelt kaldet "Sonnyboy" beskyttet Københavns borgere fra både farlige og ufarlige situationer. Han bliver set i episoder hvor han stopper en kamp mellem en Brøndby og en FCK fan. Casper er også blevet inviteret til fest på Amalienborg af hendes majestæt, Margrethe 2.. Niels' største ønske at komme med som Caspers ledsager, men Casper er ikke med på dette og overvejer at invitere Anne i stedet. Casper fortæller Heidi at hun må rejse tilbage til Tyskland, men han kan ikke overtale hende og hun bliver. Kenny prøver på at have en affære med Lisa, men hun afslår ham. Gæstemedvirkende: * Heidi – Anne Sophie Byder * Benito Fossbørs – Ulf Pilgaard * FC København-fan – Niels Severin * Brøndby IF-fan – Søren Søndergaard |       |                          |                      |                    |                  |
| 10 | 10    | "Heidi, Del 2"           | Jarl Friis-Mikkelsen | Casper Christensen | 1. maj 2001      |
| Casper vil gerne have Anne med til det royale bal, men Anne bliver sur, da hun finder ud af, at Casper passer en af Heidis dyr - et æsel inde på hans soveværelse. Robert er i mellemtiden blevet rask efter at have mødt Sonnyboy. Thor Fintasdottir er endelig begyndt at arbejde med vinduerne, og Kim har den teori, at han er Sonnyboy. Det viser sig dog, at Wulff er Sonnyboy, og at Thor lider af narkolepsi. Da det ikke lykkedes Casper at få Anne med til ballet, vælger han i stedet Heidi. Det viser sig dog under ballet, at Heidi er nazist. Gæstemedvirkende: * Heidi – Anne Sophie Byder * Thor Fintasdottir – Martin Brygmann |       |                          |                      |                    |                  |
| 11 | 11    | "Én på Egnsdragten"      | Jarl Friis-Mikkelsen | Frank Hvam         | 8. maj 2001      |
| Casper og Kenny har valgt at udfordre hinanden. Den, som nægter at tage imod den andens udfordring, får lagt nøgenbilleder af sig ud på nettet. Kim forsøger ihærdigt at udvide Jumpstarts lokaler med underetagen. Ejeren af underetagen har lovet Kim skødet, hvis Casper stiller sig på talestolen i en park og taler imod, at børn kommer i parken - parken er dog den samme park, hvor Anne går tur med nogle af børnene, som hun er sygeplejerske for. Casper holder talen, men da skødet til underetagen skal overrækkes til Casper, finder underboen en dreng i Caspers skab. Casper vælger Annes side af konflikten og forsvarer derefter drengen. Senere vælger Casper og Kenny at stoppe deres udfordringer til hinanden og vælger at rive deres billeder i præcis 100 stykker. Drengen finder dog senere Caspers stykker, som han samler og hvorefter Anne ser billedet. |       |                          |                      |                    |                  |
| 12 | 12    | "IT Phone Home"          | Jarl Friis-Mikkelsen | Casper Christensen | 15. maj 2001     |
| Anne har fået en ny kæreste: En rocker. Casper er ikke glad for kæresten, da han ikke mener, at han er den rigtige type til Anne. Samtidig har redaktionen fået ansat en IT-ekspert, Harvey, der tidligere har haft sin egen julekalender, hvor han spillede nissen Fidibus. Harvey har en stor drøm om igen at komme på skærmen og lokker samtidig Casper til at investere hans 50.000 kroner i aktier. Aktierne bringer mange penge hjem, som Harvey dog mener skal bruges til at genoptage hans julekalender. Anne bliver dog senere slået af sin nye kæreste, og kæresten forlanger 50.000 for at lade Anne slippe ud af forholdet. Men da Casper forsøger at få sine penge af Harvey, lukker han sig inde på Kims kontor og truer med at ødelægge Kims pels. Kim overgiver sig og lader Harvey få sin julekalender tilbage på skærmen, der koster flere millioner kroner. For at ydmyge sig selv giver Kim Casper hendes pels, der har en værdi på 50.000 kroner. Casper giver senere pelsen til rockerne, hvorefter Anne slipper ud af sit forhold. Gæstemedvirkende: * Jimmys stemme – Anders Matthesen * Harvey Emil Jomsborg – Kristian Halken * Arno Clemmensen – Preben Harris * Lillbeth – Birgit Olsen                                                                                     |       |                          |                      |                    |                  |
| 13 | 13    | "Helmig fucki fucki"     | Jarl Friis-Mikkelsen | Casper Christensen | 22. maj 2001     |
| Det årlige pressefoto skal snart tages, og af den grund laver en Kim en konkurrence, der går ud på at tabe sig. Den person, der vinder konkurrencen, får en billet for 2 til en vilkårlig rejsedestination. Casper vælger, at det er på tide at tale med Anne om hans følelser for hende. Anne siger, at hun ikke kan beslutte sig endnu, men lover at tænke over det i løbet af natten. Da Anne dog kommer ind med morgenbrød dagen efter, finder hun to thaipiger i Caspers lejlighed. Casper insisterer dog på, at det er Thomas Helmigs, men det vælger Anne ikke at tro på. Kenny har fået at vide, at han har en søn, der alvorligt har brug for en ny nyre. Kenny går med til operationen og taber herefter ti kilo, hvilket betyder, at han er vinderen af konkurrencen. Desværre viser det sig, at Kenny ikke er drengens biologiske far. Anne er ved at flytte og vælger at sige et sidste farvel til Casper, men da Thomas Helmig pludselig træder ud i lejeligheden, vælger Anne at finde sammen med Casper, og Thomas får lysten til igen at tro på kærligheden. |       |                          |                      |                    |                  |

## Anden sæson
Anden sæson af Langt fra Las Vegas blev for første gang sendt 5. marts 2002 til 7. maj 2002. Jumpstart er blevet ommøbleret og Wolf er ikke længere en del af redaktionen. Ligeledes overtager Niels stillingen som redaktionschef da Kim vil prøve kræfter som forfatterinde. Kenny har også fået en mere kikset fremtræden og er blevet dårligere til at charmere damer og ligeledes virker Robert dummere end før.
| # | Total | Titel                | Instruktør  | Forfatter                           | Første sendedag |
| --- | ----- | -------------------- | ----------- | ----------------------------------- | --------------- |
| 1 | 14    | "Lars Herlow"        | Jonas Elmer | Casper Christensen                  | 5. marts 2002   |
| Kim har valgt at træde fra stillingen som redaktionschef fordi hun vil skrive debutromanen "Knock Out Sally". Niels har overtaget stillingen fra Kim, men finder dog sin nye position svær, til hjælp vælger han at benytte hans gule beslutningskylling. Casper har endelig samlet sig mod til at sige de tre berømte ord til Anne, han bliver dog fælt deprimeret da han finder en seddel hvor Anne fortæller at hun har forladt Casper til fordel for Lars Herlow fra Lykkehjulet. Casper får en sådan stor depression at han overvejer tanken om selvmord. Kenny er i et panik-stadie, han er kommet til at kalde bokseren Mads Larsen for en homo-arm og forsøger nu at undgå tæsk. Casper kommer i ren depression til at fri til Kim, der tager imod tilbuddet. |       |                      |             |                                     |                 |
| 2 | 15    | "Mia Hundvin"        | Jonas Elmer | Casper Christensen & Jacob Tingleff | 12. marts 2002  |
| Casper og Kim er blevet gift i et håb om at genvinde deres kreativitet nu de er i faste rammer. Casper og Kim opdager dog hurtigt at de ikke er skabt til hinanden som ægtefolk og ender ofte med at nedgøre hinanden. Niels truer Casper med at fyre ham hvis ikke han genfinder hans kreativitet. Det er lykkedes Kenny at få et interview med den norske håndbold-spiller, Mia Hundvin. Kenny har en seksuel interesse i Mia, men da hun er homoseksuel vælger han at ignorer dem. Han opdager dog p-piller i hendes taske og får straks modet til at flirte med hende. |       |                      |             |                                     |                 |
| 3 | 16    | "John Travolta"      | Jonas Elmer | Jacob Tingleff                      | 19. marts 2002  |
| Kenny har længe gemt på en drøm om at blive skuespiller. Han får sin store chance, da et teater skal fremføre Grease, hvor Kenny vil spille John Travolta. Kenny får dog hurtig konkurrence, da Robert også selv vil være en del af stykket og ligeledes vil spille John Travolta. Casper og Kim forsøger diverse metoder for at få deres ægteskab til at fungere igen samt genfinde deres kreativitet. Ens træningstøj og parterapeut. Casper søger hjælp hos sin mor, der med sit dukkespil vender om på hele situationen. Casper og Kim vælger at tage den lykkelige beslutning at blive skilt. |       |                      |             |                                     |                 |
| 4 | 17    | "Mek Pek"            | Jonas Elmer | Frank Hvam                          | 26. marts 2002  |
| Casper ønsker at spille med i en motorcykelreklame hvis slogan er "At have noget mellem benene, også i hjemmet", dog har et par billedmanipulatorer klistret Caspers hoved på et billede af en mand med en meget lille penis. Casper finder dette sjovt, men da rygterne tager til og Casper bliver fyret fra Jumpstart fordi han "ikke er udstyret godt nok", vælger Casper at bekæmpe disse rygter. Det lykkedes ham at overbevise Niels om at han har en almindelig penis ved at smide bukserne foran ham inde på hans kontor, hvilket gør at han bliver genansat. Kim har problemer med at få sin bog udgivet af Gyldendal da de ikke modtager bøger fra kvindelige forfattere, og Casper har problemer med at bekæmpe rygtet der resultere i en afbrændt date da pigen "blev lovet en ostereje" og Niels der forklædt som kvinde afbryder Go'morgen Danmark. |       |                      |             |                                     |                 |
| 5 | 18    | "Mufufu"             | Jonas Elmer | Casper Christensen & Jacob Tingleff | 2. april 2002   |
| 6 | 19    | "Michel"             | Jonas Elmer | Casper Christensen                  | 9. april 2002   |
| 7 | 20    | "Liva"               | Jonas Elmer | Frank Hvam                          | 16. april 2002  |
| Casper har besluttet sig for at gå i cølibat i 7 dage og har derfor købt et lys, som skal brænde ud, før han må have sex igen. Han mener, at han har brugt alt for meget tid på at score damer, så i stedet vil han bruge den energi på sit arbejde. Kenny Nickelmann har fået en bodyguard ved navn Michel. Hun har lovet at ville gå i seng med Kenny, når deres bodyguardkontrakt udløber. På Jumpstart forsøger Niels Buckingham sig med sin nye "forskrækkelsesterapi". Han mener, at det vil forøge effektiviteten på arbejdspladsen. Det virker tilsyneladende ikke på andre end Robert, der gang på gang bliver forskrækket af Niels' "bøh". Senere i afsnittet optræder Liva K. Eberhart for første gang i serien. Kenny kommer midt om natten og banker på Caspers dør, for nu skal det fejres, at Kenny og Michel officielt skal være kærester. Liva er på det tidspunkt kæreste med Michels bror Rene.Til trods for, at Casper holder cølibat, kan han ikke stå for Liva, så de går i seng sammen. Liva er dog ikke helt sikker på, at hun vil være kærester med Casper, da hun har Rene, som hun kan lide og stoler på. Men en dag kommer hun over til Casper og fortæller, at hun har slået op med Rene, så Casper og Liva bliver kærester. Desværre for Kenny gider Michel ikke længere at have ham, fordi han ikke elsker hende som den kvinde, hun i virkeligheden er. Niels Buckingham finder til sidst ud af, at forskrækkelsesterapien ikke virker, så han dropper den. |       |                      |             |                                     |                 |
| 8 | 21    | "Mogens K. Eberhart" | Jonas Elmer | Casper Christensen                  | 23. april 2002  |
| 9 | 22    | "Monsieur Dipp"      | Jonas Elmer | Frank Hvam                          | 30. april 2002  |
| 10 | 23    | "Oliver"             | Jonas Elmer | Jacob Tingleff                      | 7. maj 2002     |
| Liva tror, hun er gravid, men hende og Casper har kun kendt hinanden i en måned, så Casper har ikke lyst til at blive far – han synes, han er for ung. Men han vil ikke indrømme det, så prøver at tale Liva fra at blive forælder på andre måder. Casper køber en pose chips og lader, som om det er deres eget barn – som han vælger at kalde Oliver. Casper gør alt for at vise Liva ulemperne ved børn. Han køber sågar en barnevogn til 7000 kr. og fortæller hende, at han egentlig havde tænkt sig at købe en ny vinterfrakke til hende, men at pengene i stedet gik til barnevogn. I løbet af de næste nætter sover Liva ikke godt. Casper vækker hende nemlig hele tiden og vil have hende til at putte Oliver, som hele tiden "vågner". På Jumpstart vædder Kenny og Robert 1000 kr. om, hvem der kan have en 2-krone siddende i panden i længst tid. Robert kommer desværre forbi en Jumpstarts M&M's-automat og bliver for fristet, så han smider 2-kronen i. Han skynder sig derefter at låne en 2-krone af Kim og tager den i panden i stedet. Hjemme hos Casper begynder han at foreslå Liva, at de skal flytte til Als. Han ved selvfølgelig godt, at Liva ikke vil flytte til Als, men han argumenterer for sin sag ved at sige, at der er fri natur og mere plads til deres kommende barn. En aften, hvor Kenny kommer hjem fra arbejde, bliver han overfaldet af en tigger (spillet af Anders Matthesen), som snupper hans 2 krone. Kenny bliver bange for, at han har tabt væddemålet, men til sit held opdager han, at Robert også har snydt – den 2-krone, han har siddende i panden, vender nemlig en anden vej end den, han brugte på M&M's. Derefter besluttes det, at Kenny har vundet væddemålet. Senere har Casper Oliver med på arbejde, men Oliver forsvinder. Det viser sig hurtigt, at Robert har spist chipsposen. Der indser Casper, at han har opført sig barnligt over for Liva og fortæller hende, at han alligevel gerne vil have børn med hende. Det viser sig dog, at Liva ikke er gravid alligevel, men at Kim derimod er det – endda er faren en teenager, der forførte hende på et diskotekstoilet. Som erstatning for det manglende barn tager Casper og Liva på weekendtur til Paris. |       |                      |             |                                     |                 |

## Tredje sæson
Tredje sæson blev sendt fra 17. september til 19. november 2002.
| #  | Total | Titel                     | Instruktør                                | Forfatter                       | Første sendedag    |
| -- | ----- | ------------------------- | ----------------------------------------- | ------------------------------- | ------------------ |
| 1  | 24    | "Feng Shui"               | Pia Bovin                                 | Jacob Tingleff                  | 17. september 2002 |
| 2  | 25    | "Kat"                     | Pia Bovin                                 | Mette Heeno                     | 24. september 2002 |
| 3  | 26    | "Laust"                   | Pia Bovin                                 | Thomas Hartmann                 | 1. oktober 2002    |
| 4  | 27    | "Polle Pot"               | Pia Bovin, Casper Christensen, Frank Hvam | Mette Heeno                     | 8. oktober 2002    |
| 5  | 28    | "Bedste, det er bare mig" | Jonas Elmer                               | Mette Heeno                     | 15. oktober 2002   |
| 6  | 29    | "Tis"                     | Jonas Elmer                               | Frank Hvam & Casper Christensen | 22. oktober 2002   |
| 7  | 30    | "Jeopardy"                | Jonas Elmer                               | Jacob Tingleff                  | 29. oktober 2002   |
| 8  | 31    | "Kærlighed gør blind"     | Jonas Elmer                               | Thomas Hartmann                 | 5. november 2002   |
| 9  | 32    | "Som søn så far"          | Jonas Elmer                               | Thomas Hartmann                 | 12. november 2002  |
| 10 | 33    | "Det sidste ord"          | Jonas Elmer                               | Lasse Rimmer                    | 19. november 2002  |

## Fjerde sæson
Fjerde sæson blev sendt fra 18. marts til 20. maj 2003
| # | Total | Titel                                   | Instruktør      | Forfatter                       | Første sendedag |
| --- | ----- | --------------------------------------- | --------------- | ------------------------------- | --------------- |
| 1 | 34    | "Pressemødet"                           | Jonas Elmer     | Jacob Tingleff                  | 18. marts 2003  |
| 2 | 35    | "Don't Wanna Lus You Now"               | Jonas Elmer     | Lasse Rimmer                    | 25. marts 2003  |
| 3 | 36    | "Starfucker"                            | Jonas Elmer     | Mette Heeno                     | 1. april 2003   |
| 4 | 37    | "Mere møs til Dennis"                   | Jonas Elmer     | Thomas Hartmann                 | 8. april 2003   |
| 5 | 38    | "Tino, Gunnar og en hel krukke bolsjer" | Jonas Elmer     | Lasse Rimmer                    | 15. april 2003  |
| 6 | 39    | "Ultimate Kosher"                       | Mikkel Nørgaard | Thomas Hartmann                 | 22. april 2003  |
| 7 | 40    | "Arrivederci Kenny"                     | Mikkel Nørgaard | Thomas Hartmann                 | 29. april 2003  |
| 8 | 41    | "Nestor"                                | Mikkel Nørgaard | Frank Hvam & Casper Christensen | 6. maj 2003     |
| Liva har fundet en gammel mand, der hedder Nestor og er ekspert i franske og belgiske oste. Casper synes, han er træls og for gammel. |       |                                         |                 |                                 |                 |
| 9 | 42    | "Trøstepagten"                          | Mikkel Nørgaard | Mette Heeno                     | 13. maj 2003    |
| 10 | 43    | "Kammeratstolen"                        | Mikkel Nørgaard | Lasse Rimmer                    | 20. maj 2003    |
| Casper og Kenny vælger at flytte sammen, men da Liva og Casper ses hele tiden, betyder det, at Liva og Kenny skal være sammen. Det fungerer overhovedet ikke. Roberts frisør er død, og derfor mener han, at han aldrig skal klippes mere. Dog tilbyder Lisa at klippe ham, og det synes han, er træls, indtil han opdager, at han kan se Lisas bryster under klipningen. Derefter vil han klippes hele tiden og da Lisa finder ud af det hævner hun sig ved at klippe Robert skaldet så han ikke skal klippes i lang tid. |       |                                         |                 |                                 |                 |

## Femte sæson
Femte sæson blev sendt fra 23. september til 25. november 2003.
| # | Total | Titel                     | Instruktør      | Forfatter                                            | Første sendedag    |
| --- | ----- | ------------------------- | --------------- | ---------------------------------------------------- | ------------------ |
| 1 | 44    | "Skat"                    | Mikkel Nørgaard | Jacob Tingleff                                       | 23. september 2003 |
| 2 | 45    | "DVD-aftener"             | Mikkel Nørgaard | Tine Frellesen, Thomas Hartmann & Casper Christensen | 30. september 2003 |
| 3 | 46    | "Den forsølvede barnesko" | Mikkel Nørgaard | Casper Christensen & Jacob Tingleff                  | 7. oktober 2003    |
| 4 | 47    | "Hvem ka' Lie Kaas"       | Mikkel Nørgaard | Thomas Hartmann                                      | 14. oktober 2003   |
| 5 | 48    | "Picaspero"               | Mikkel Nørgaard | Thomas Hartmann                                      | 21. oktober 2003   |
| Liva vil prøve lykken i kunst og begynder derfor at male, men Casper synes ikke, at Liva har talent inden for kunst. Han kommer ved et uheld til at vælte vand ud over et maleri, Liva har lavet.                                                                           |       |                           |                 |                                                      |                    |
| 6 | 49    | "Onani"                   | Mikkel Nørgaard | Casper Christensen & Jacob Tingleff                  | 28. oktober 2003   |
| Liva opdager, at Casper onanerer, og bliver både fornærmet og forarget. Hun bryder sig ikke om, at Casper ikke har nok i hende. Det udvikler sig til en stor diskussion, der vendes endnu engang, mens Livas forældre er på besøg – hvilket naturligvis kun gør ondt værre. |       |                           |                 |                                                      |                    |
| 7 | 50    | "Who is Your Daddy"       | Mikkel Nørgaard | Jacob Tingleff, Thomas Hartmann & Frank Hvam         | 4. november 2003   |
| 8 | 51    | "Herretur"                | Mikkel Nørgaard | Jacob Tingleff, Thomas Hartmann & Frank Hvam         | 11. november 2003  |
| 9 | 52    | "Kim og femidomet"        | Mikkel Nørgaard | Mette Heeno                                          | 18. november 2003  |
| 10 | 53    | "Et fister øjeblik"       | Mikkel Nørgaard | Frank Hvam & Casper Christensen                      | 25. november 2003  |